# 103
103 (CIII) var ett normalår som började en söndag i den julianska kalendern.

## Händelser

### Okänt datum
- Plinius d.y. blir medlem av Augurkollegiet i Rom (fram till året därpå).
- Legionen X Gemina förflyttas till Wien, där den kommer att förbli till 400-talet.
- Ett soltempel reses till guden Baals ära i syriska Palmyra.

## Avlidna
- Frontinus, romersk författare